# Gymnothorax castaneus
Gymnothorax castaneus és una espècie de peix de la família dels murènids i de l'ordre dels anguil·liformes.

## Morfologia
Els mascles poden assolir els 150 cm de longitud total.

## Distribució geogràfica
Es troba des de Califòrnia fins a l'Equador, incloent-hi les Illes Galápagos.